# Moksa (folyó)
A Moksa (oroszul: Мокша) folyó Oroszországban, az európai országrész középső sávjában, az Oka jobb oldali mellékfolyója. Neve a moksa-mordvinok népnevével azonos, a név eredete nem tisztázott. Megbízhatóan azt sem tudni, hogy a népnév vagy a folyónév volt az elsődleges.

## Földrajz
Hossza 656 km, vízgyűjtő területe 51 000 km², évi közepes vízhozama 184 m³/s.
A Penzai területen, Mordvinföld nyugati felén és a Rjazanyi területen folyik keresztül. 
Penza várostól nyugatra, a Volgamenti-hátság északnyugati dombjain ered. Eleinte alacsony dombok között északnyugat felé, majd Mordvinföldön észak felé halad, Tyemnyikov város előtt nyugatra, utána északnyugatra fordul. Egy rövid szakaszon a Nyizsnyij Novgorod-i terület határán nyugati, majd azt elhagyva délnyugati irányba tart és kiér az Oka–Don-síkságra. A Rjazanyi területen veszi fel nagyobb mellékfolyóit, előbb dél felé, majd nyugat felé kanyarog, a Cna-folyó torkolatától északnyugatra folytatja útját és Kaszimov város alatt, Pjatnyickij Jarnál ömlik az Okába.
Síksági folyó, többnyire alacsony partok között, kanyargósan folyik, a Rjazanyi területen partjainak tengerszint feletti magassága a 100 m-t sem éri el. Nyári vízálláskor medre a középső szakaszon (Krasznoszlobodszknál) 85 m, az alsó szakaszon 150 m széles; az utóbbinak 4-5 km széles árterét rétek, holtágak, kisebb tavak borítják. 
A folyó november második fele, december eleje körül befagy, az olvadás áprilisban kezdődik. Főleg hóolvadékból táplálkozik, tavaszi árvize van. A nyári esők alig befolyásolják vízhozamát, csak az igen erős nyári viharok emelik meg valamelyest a mellékfolyók, és ezt követően a Moksa vízszintjét. Az 1965-ös árvíz idején Tyemnyikovnál 731 cm rekord vízállást mértek. 
A folyó a torkolattól Kadom városkáig, 156 km-en át hajózható.
Mordvinföld Tyemnyikovi járásában kb. 32 000 hektáron természetvédelmi területet alakítottak ki. A teljes egészében erdővel borított, védett terület a Moksa és kis jobb oldali mellékfolyója, a Szatisz közén található.

## Mellékfolyók
Nagyobb mellékfolyói, a folyó alsó szakaszán:
- jobbról a Jermis;
- balról a szintén Mordvinföld felől érkező Vad, valamint a vízgyűjtő terület csaknem felét adó Cna (451 km, vízgyűjtő területe 21 500 km²).

## Városok, települések
A forrás felől a torkolat felé (zárójelben a lélekszám, 2005-ben):
- Moksan, Penzai terület (11 500 fő)
- Kovilkino, Mordvinföld (21 400 fő)
- Krasznoszlobodszk, Mordvinföld (10 000 fő)
- Tyemnyikov, Mordvinföld (8000 fő)
- Kadom, Rjazanyi terület (6200 fő)

A térségben az 1950-es években több kisebb, helyi jelentőségű vízerőmű épült. Közülük az egyik a Moksa-folyón, a Cna torkolata alatt, ma is működik.